# بوسه بالستیک
بوسه بالستیک (به انگلیسی: Ballistic Kiss) یک فیلم سینمایی هنگ کنگی در ژانر هیجان انگیز و اکشن محصول سال ۱۹۹۸ به کارگردانی دانی ین است.

## بازیگران
- دانی ین به عنوان گربه لی
- آنی وو به عنوان کری
- جیمی وونگ به عنوان وسلی
- سیمون لوی به عنوان دی جی سیمون
- یو رونگ‌گوانگ به عنوان هیتمن (کومئو)
- وینسنت کک
- لیلی چو به عنوان لیلی
- کارن تانگ
- فلیکس لوک
- جان هاو
- کونروی چان
- مایکل وودز
- وینسنت نگان
- اندرو چان به عنوان اراذل و اوباش
- ماک وای چونگ
- Ng Kin-kwok
- کلوگ کووک
- ایوان وونگ به عنوان اراذل و اوباش
- پینوی یاو
- سام هو به عنوان محافظ
- تانیگاکی کنجی
- کیت لام کووک
- قانون Wai-Kai به عنوان اوباش
- هینگ پینگ

## باکس آفیس
این فیلم در طول اکران از ۲۱ تا ۲۷ مارس ۱۹۹۸ در هنگ کنگ ۸۵۳٬۷۳۵ دلار هکری را در گیشه بدست آورد.